# Santa Annunziata
Koordinaten: 40° 8′ 59,6″ N, 18° 28′ 59″ O
Die Kathedrale Santa Annunziata (italienisch: Duomo di Otranto / Basilica Cattedrale di Santa Maria Annunziata) ist ein Kirchengebäude in Otranto (Italien) aus dem 12. Jahrhundert. Die Basilica minor ist Sitz des Erzbistums Otranto.
Die Kathedrale ist eine der Sehenswürdigkeiten des Ortes. Im Oktober 1980 wurde die Kathedrale von Papst Johannes Paul II. offiziell besucht.

## Bauwerk
Das Kirchengebäude entstand 1068 oder 1080–1088 oder 1163. Die Grundfläche beträgt 54 Meter × 25 Meter.
Das Fundament besteht unter anderem aus 42 Säulen über einer Ruine eines Bauwerks der Messapier sowie eines frühchristlichen Sakralbauwerks.

## Mosaik
Ein großes Mosaik (10 Mio. Tessera) aus dem 12. Jahrhundert mit einer Fläche von 57 × 28 m = 1596 m² befindet sich vollflächtig auf dem Boden des Gebäudes. Der Künstler war ein Mönch namens Pantaleon aus dem Kloster San Nicola di Casole. Er galt in seinem Heimatkloster San Nicola di Casole als jemand, der es versteht, die griechischen und nordischen Mythen zu deuten und ihren geheimnisvollen Beziehungen zu den christlichen Geschichten und Gleichnissen eine künstlerische Gestalt zu geben. Insgesamt sind in diesem Mosaik über 700 einzelne „Geschichten“ miteinander verwoben. Darunter ist eine Darstellung des König Artus, einer literarisch in Britannien angesiedelten Sagengestalt des späten 9. Jahrhunderts, überliefert in der höfischen Literatur des 12. Jahrhunderts.

Details des Mosaiks
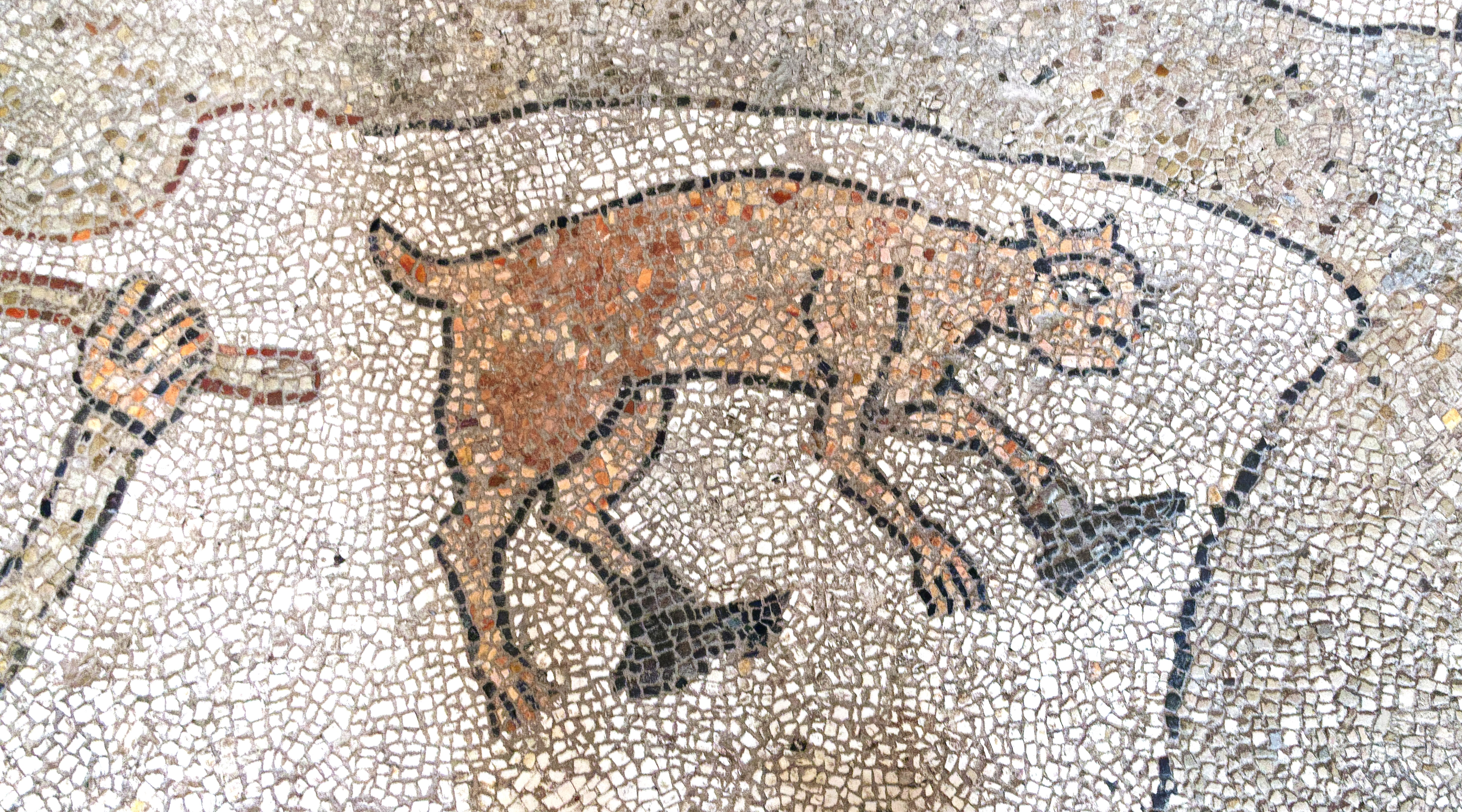
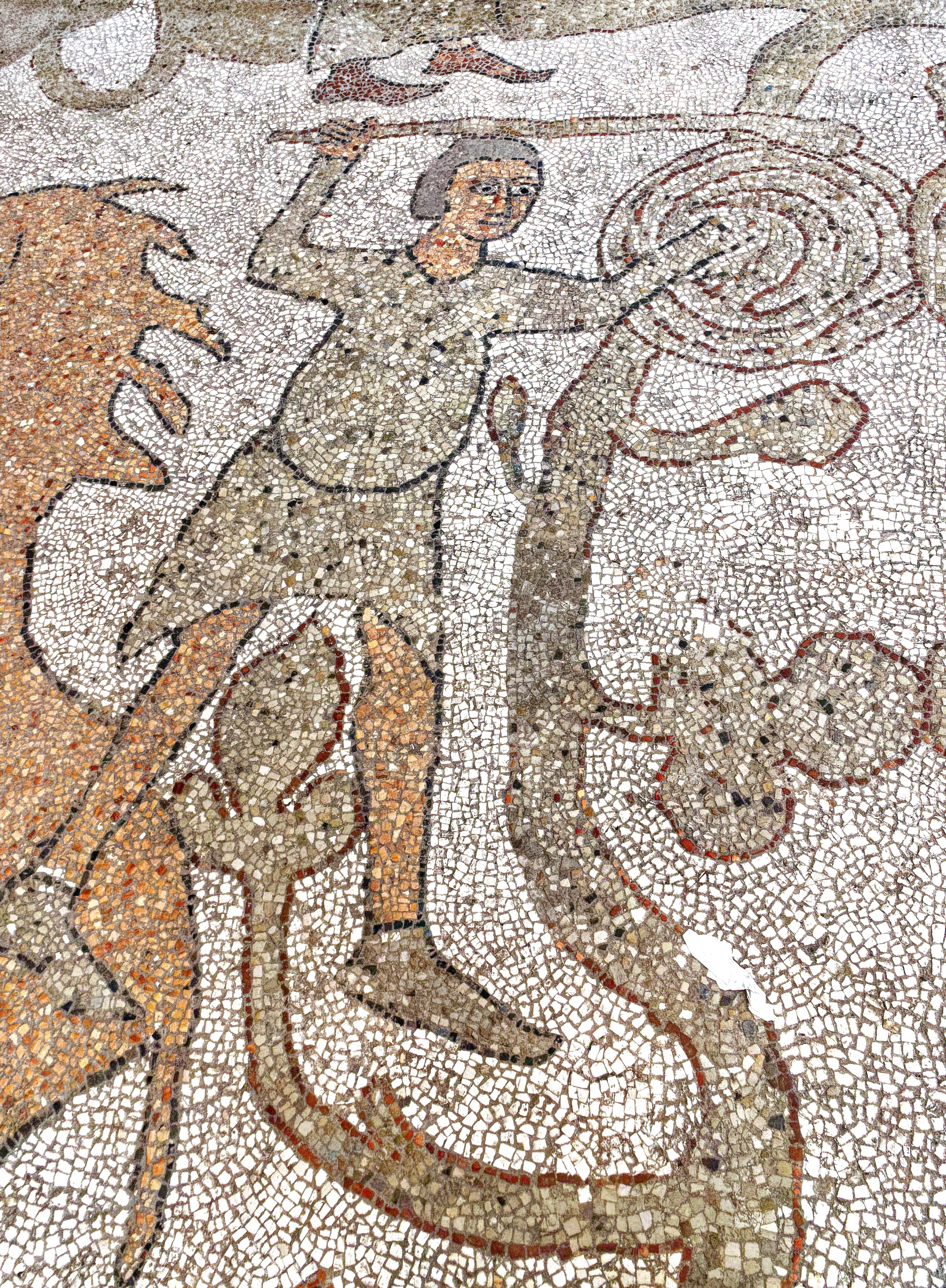
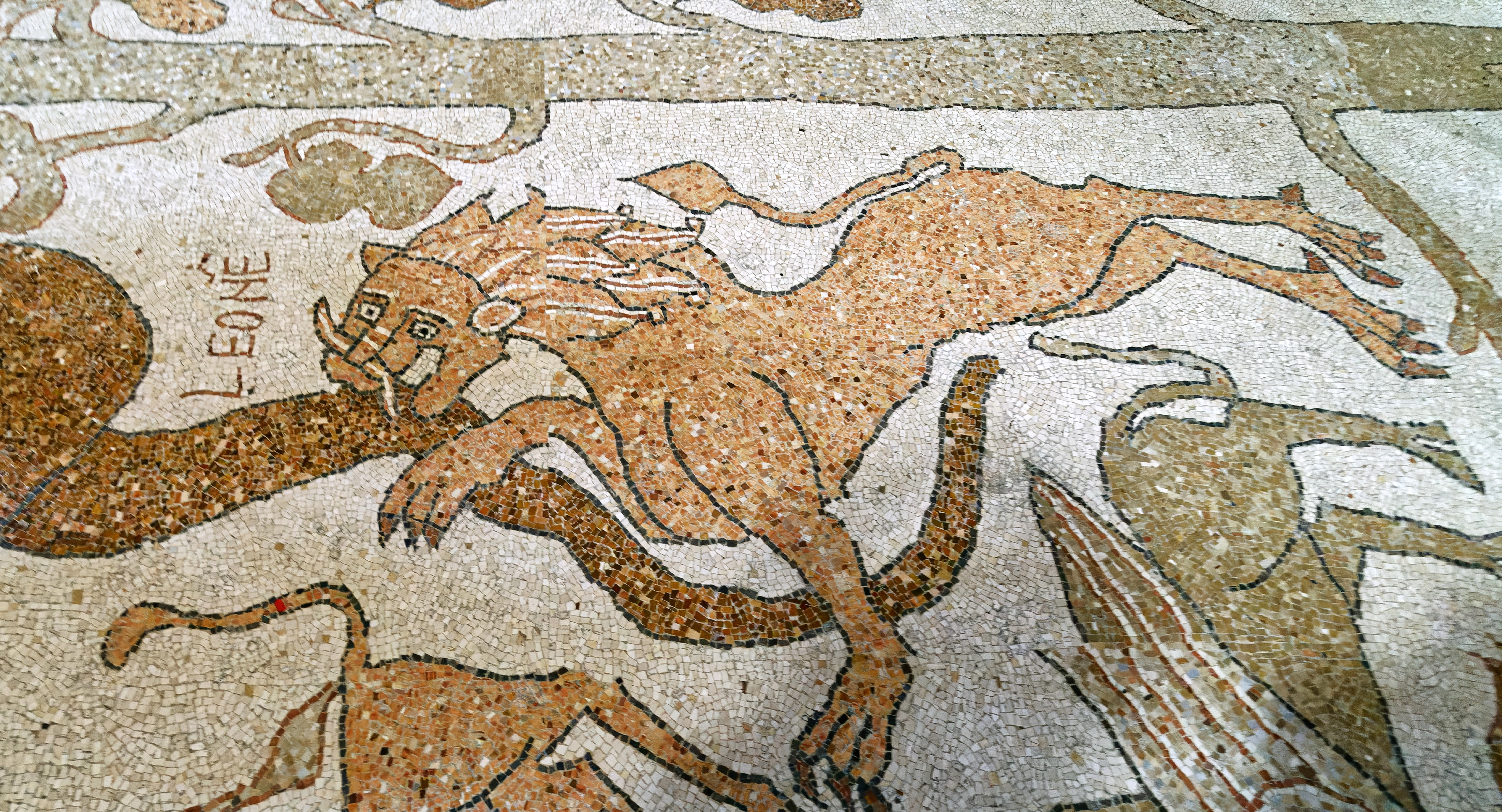
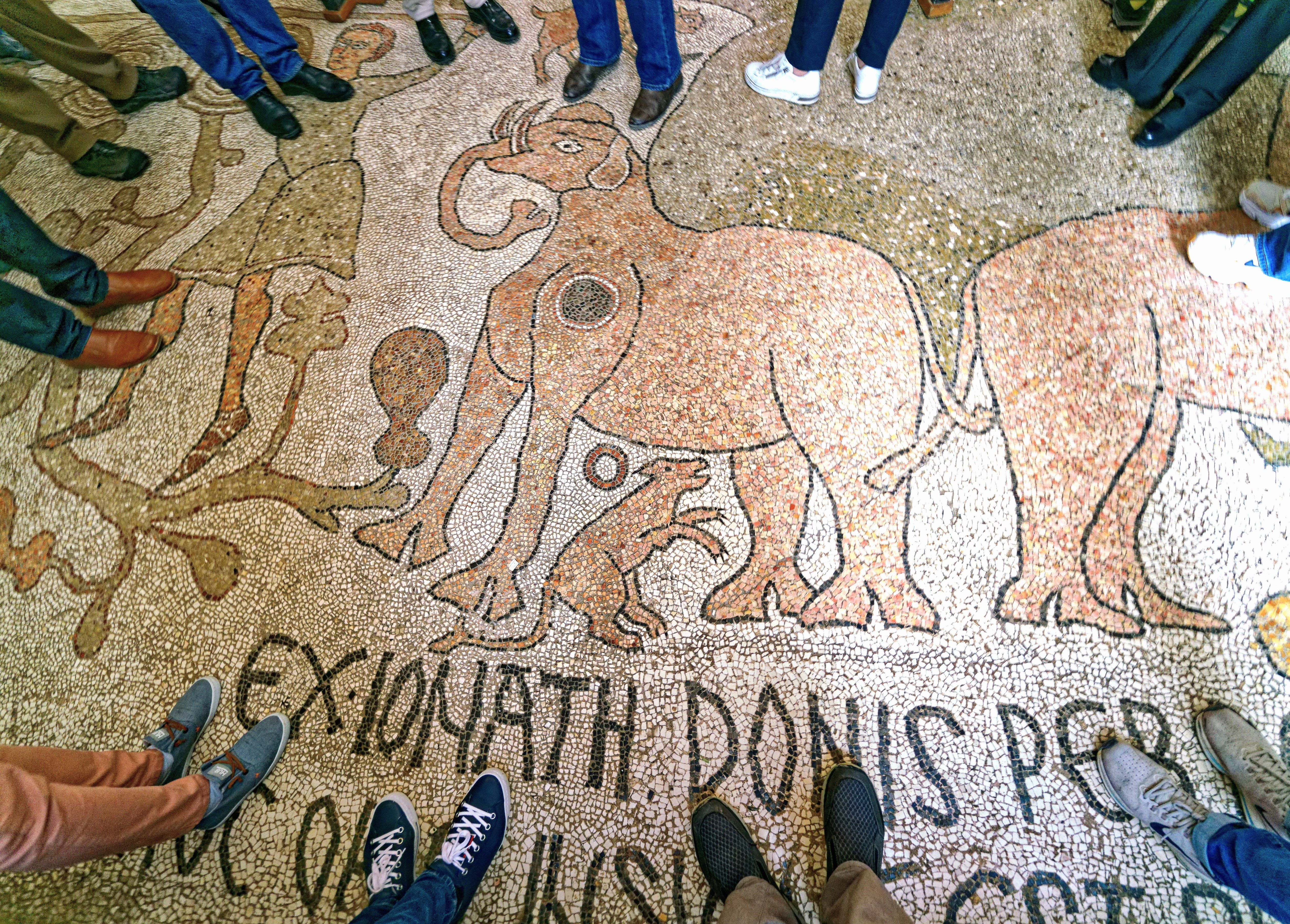
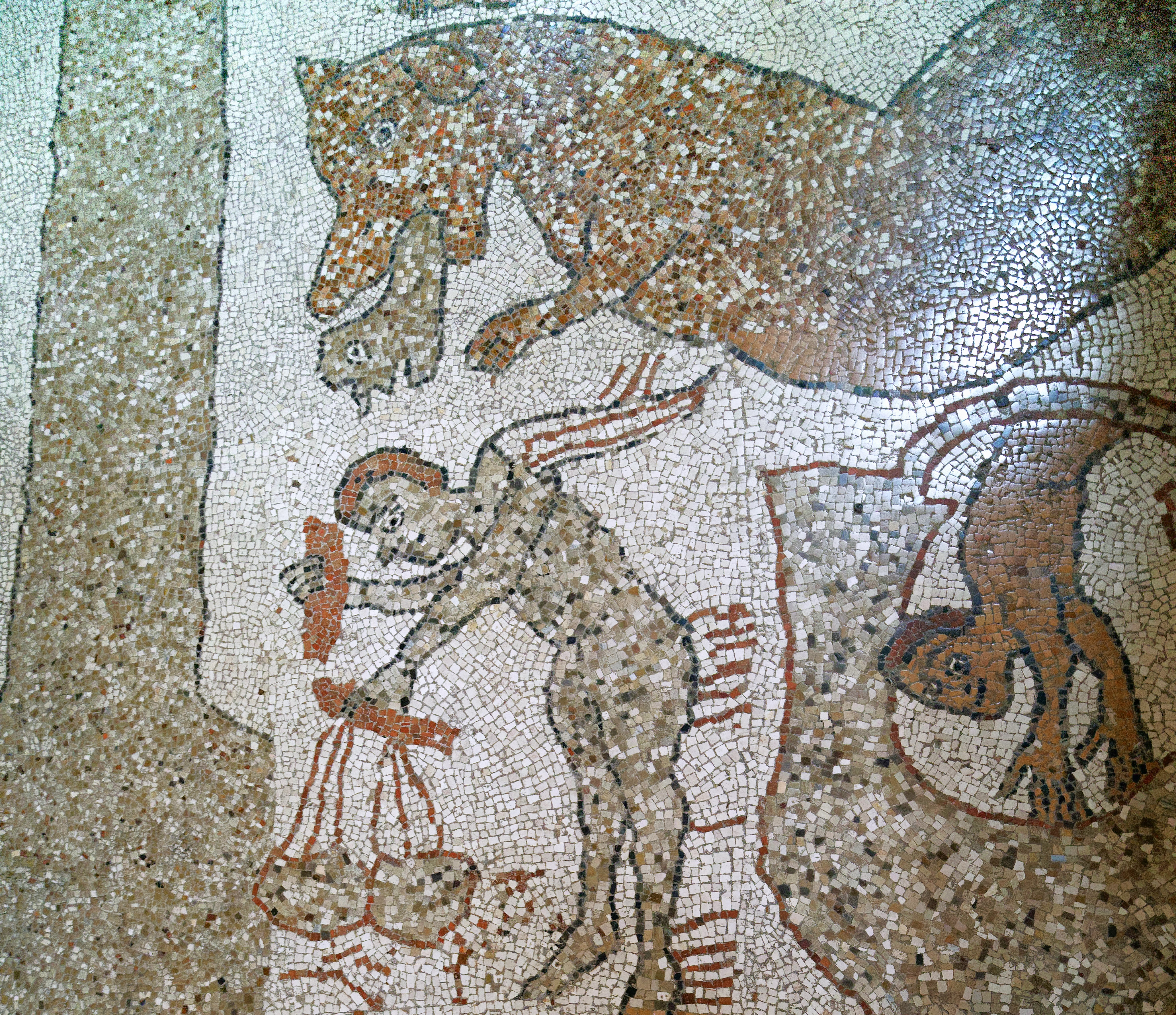
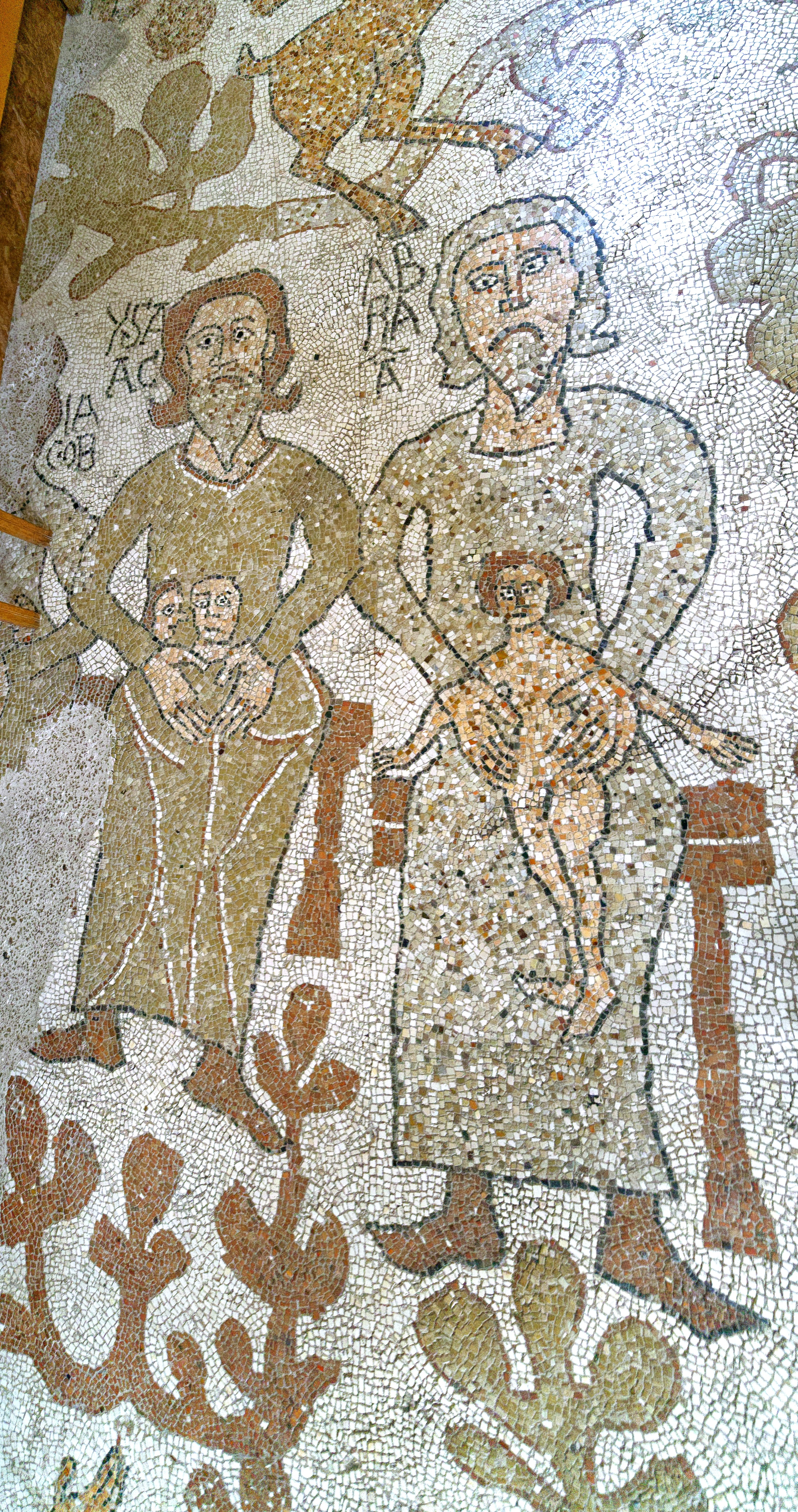
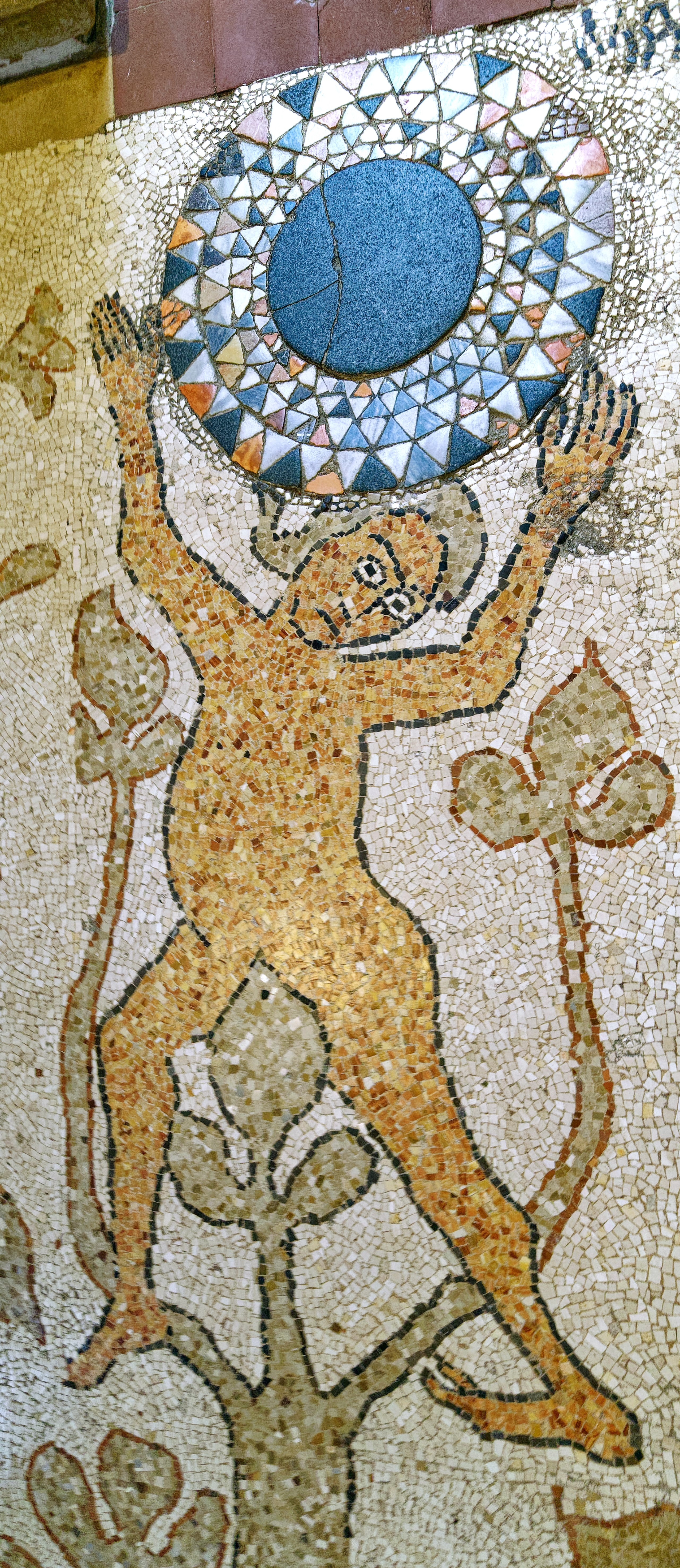

## Reliquien der 800 Märtyrer von Otranto
In der Kathedrale sind die Reliquien der 800 Märtyrer von Otranto († 11. August 1480) aufbewahrt, die 2013 heiliggesprochen wurden. Weitere Reliquien dieser Märtyrer befinden sich in Neapel und in Venedig. Als die Türken im Jahre 1480 Otranto eroberten, stellten sie die Bewohner vor die Wahl, entweder ihrem christlichen Glauben abzuschwören oder zu sterben. 800 männliche Einwohner zogen den Tod durch Enthauptung vor.

## Abbildungen

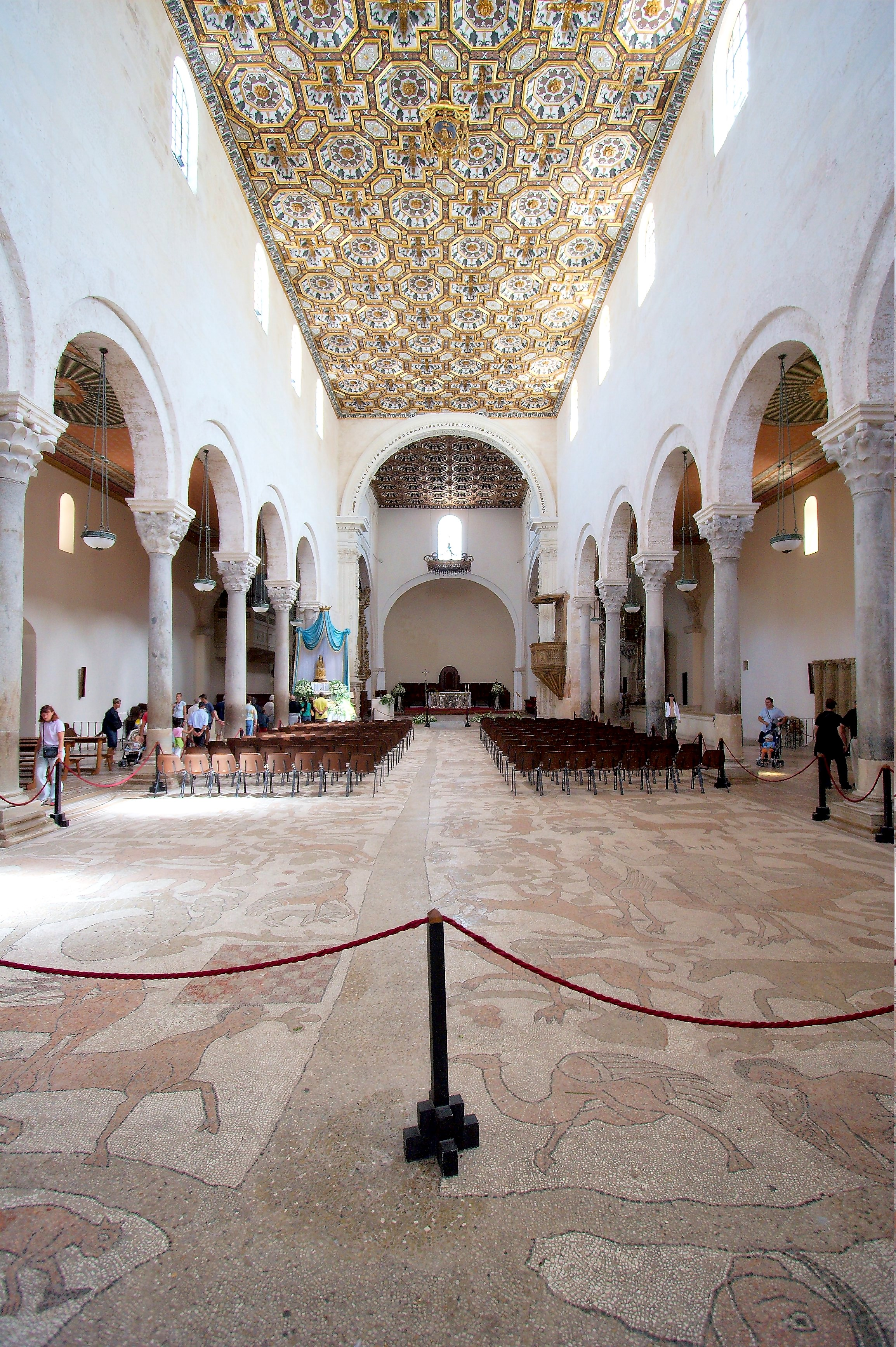
Innenansicht
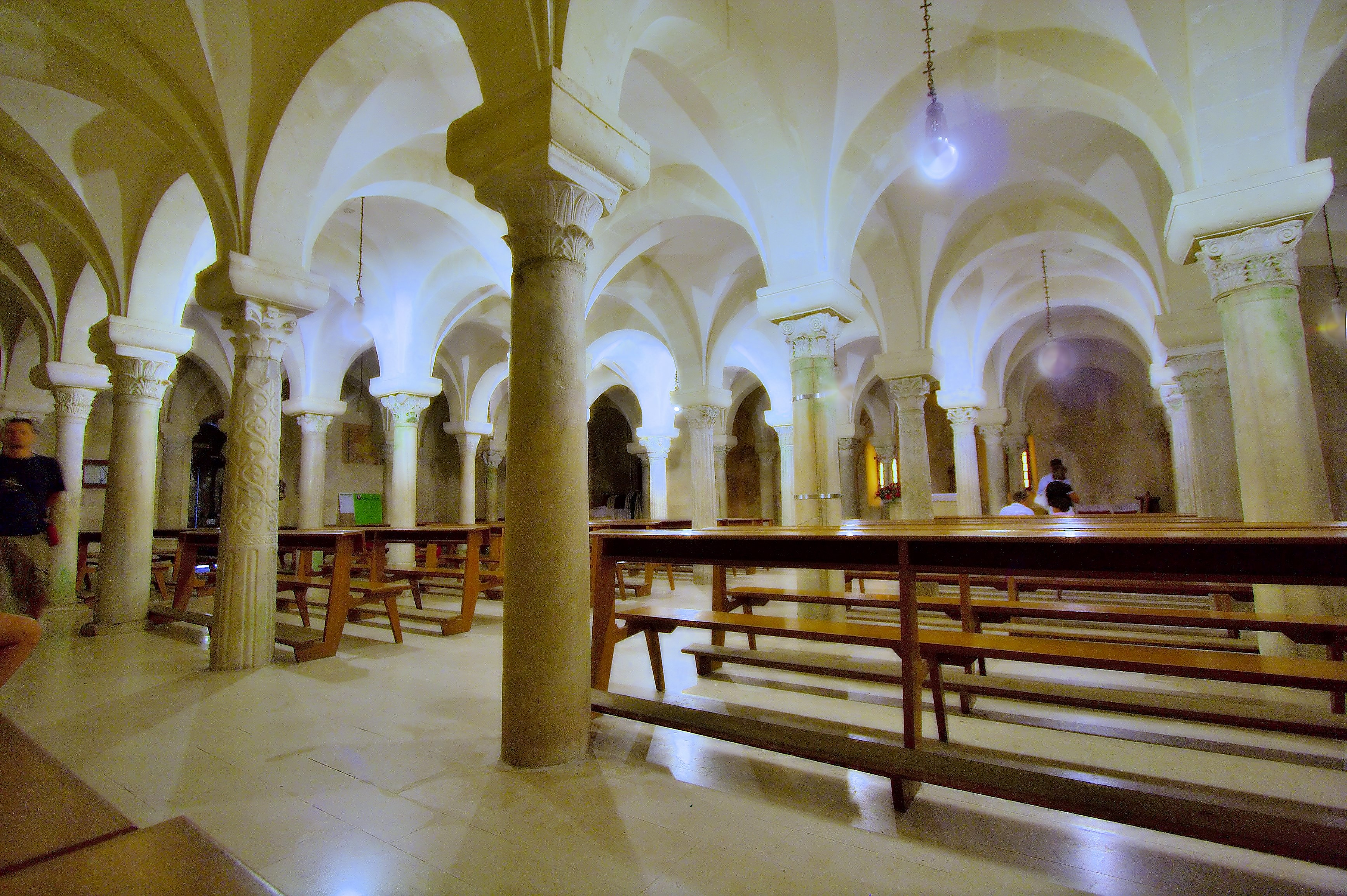
Krypta
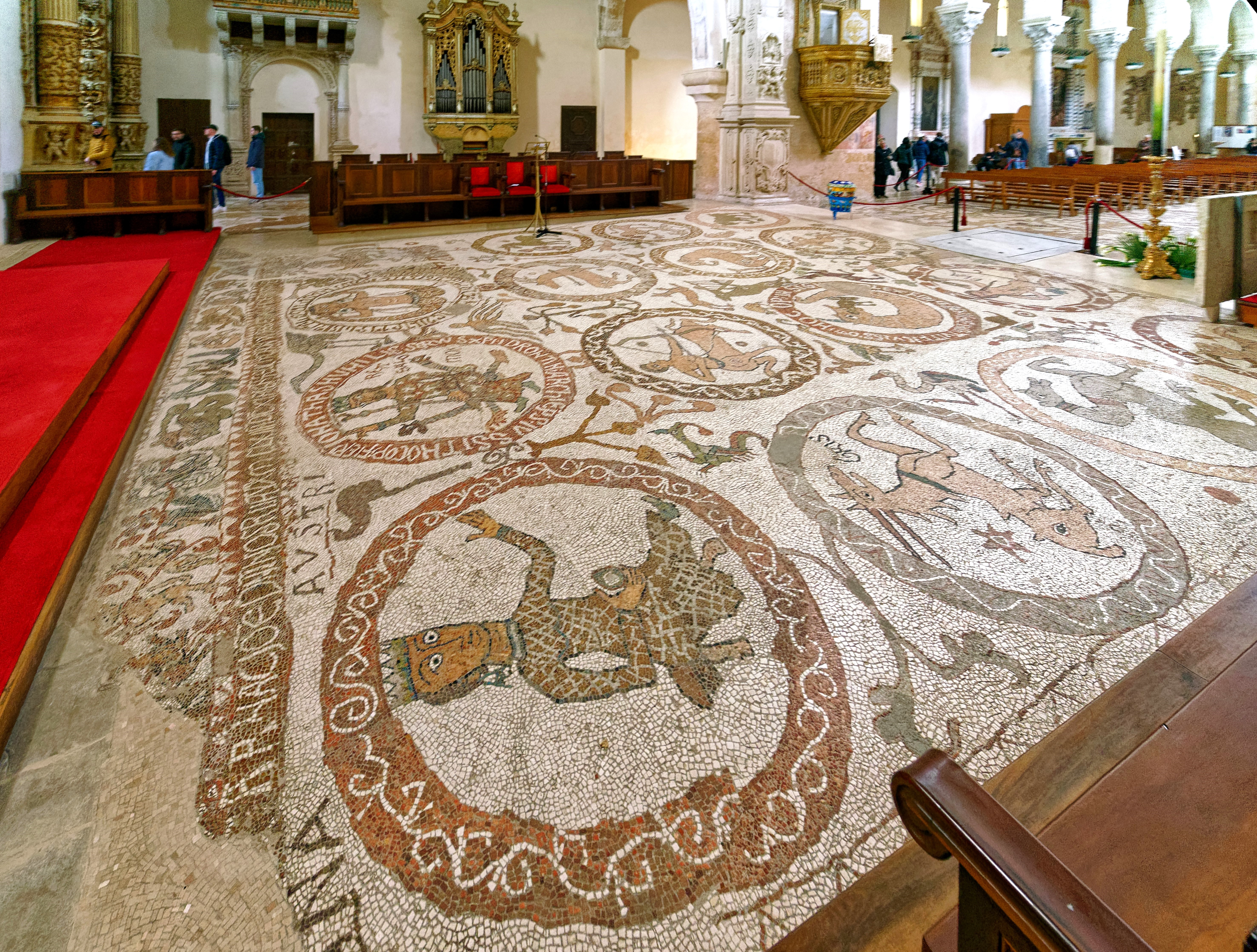
Bodenmosaik
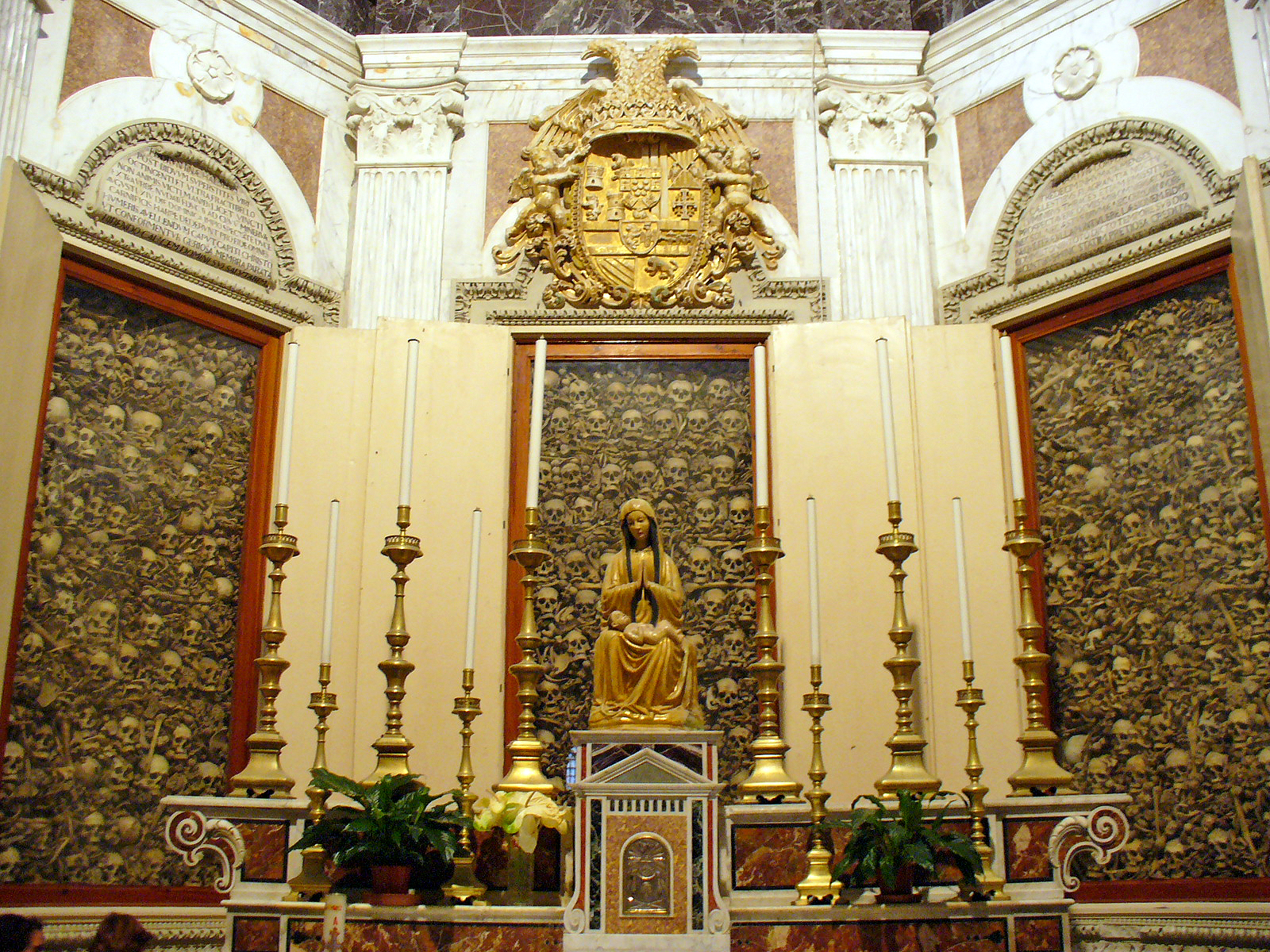
Reliquien der Märtyrer
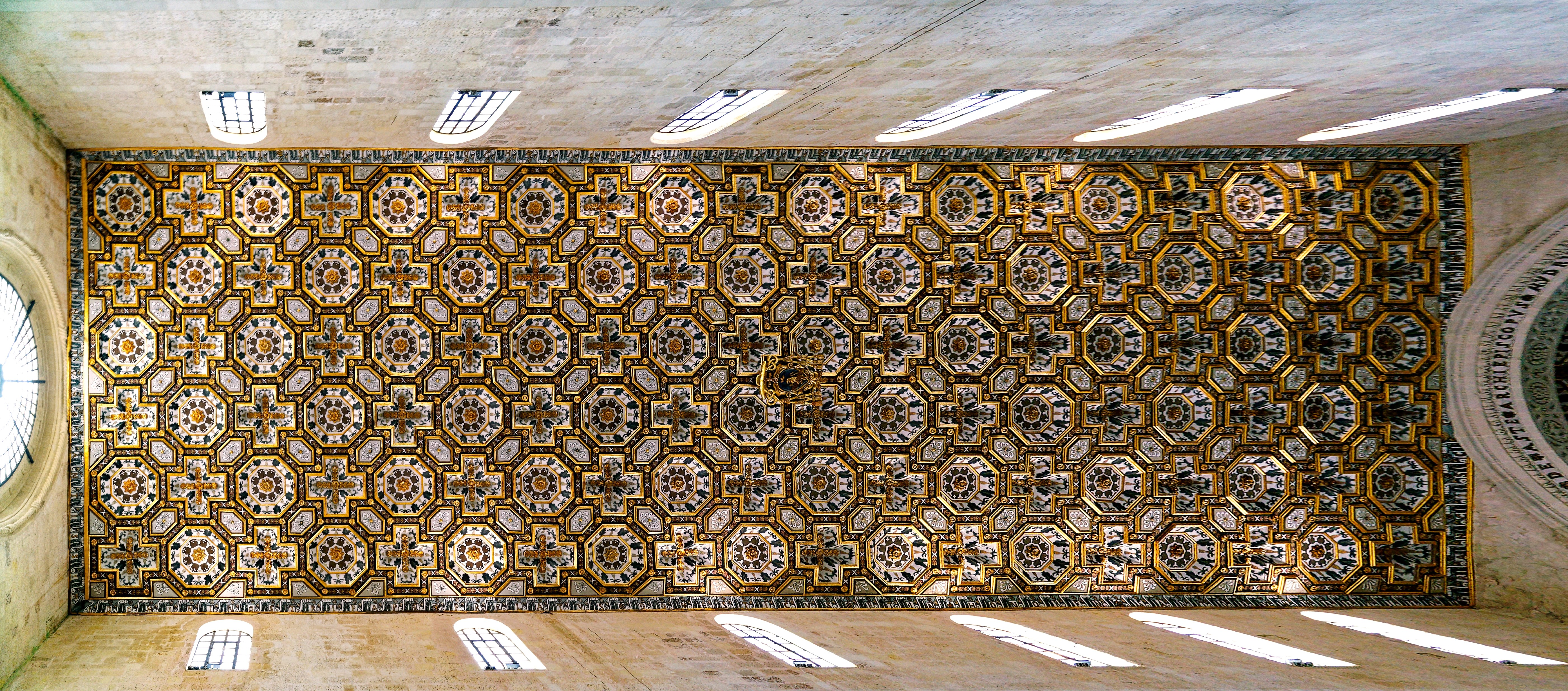
Die Decke der kathedrale